# Cândești (Fehér megye)
Cândești falu Romániában, Erdélyben, Fehér megyében.

## Fekvése
Târsa közelében fekvő település.

## Története
Cândeşti korábban Târsa része volt, 1956 körül vált külön településsé, ekkor 49 lakosa volt. 1966-ban 79, 1977-ben 52, 1992-ben 30, 2002-ben pedig 29 román lakosa volt.